# 懸野直樹
懸野 直樹（かけの なおき、1960年〈昭和35年〉 - ）は、日本の神職・慈善家。嵐山鵜飼観光文化振興協会の設立に際し私財から寄付を行った。
野宮神社宮司、皇宮警察宸栄会幹事、このほか嵐山保勝会常任理事、同志社大学史友会理事、京都府立北嵯峨高等学校同窓会長。学校法人洛陽総合学院監事、神社本教責任役員教学部長、G20諸宗教フォーラム事務局長、近畿宗教連盟常任委員、
国際宗教同志会監事、京都西南ローターアクトクラブOB（チャーターメンバー）、京都商工会議所青年部OBなどを歴任。

## 来歴
1979年京都府立北嵯峨高等学校卒、1983年同志社大学文学部卒日本文化史、考古学専攻卒。
1983年より野宮神社宮司を務める。

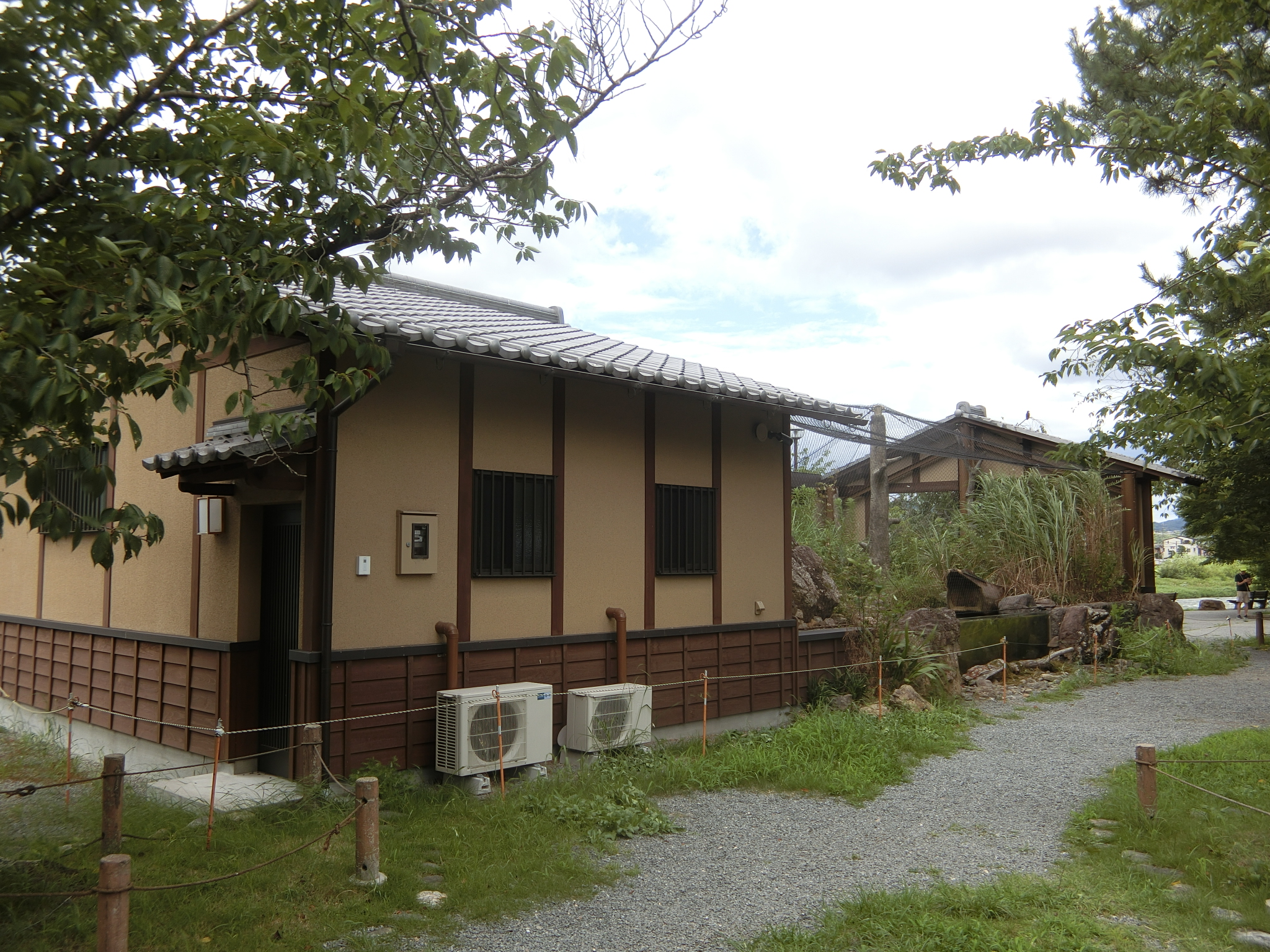
鵜小屋

2017年「嵐山通船」（京都市右京区）が鳥インフルエンザの感染により多数の鵜が死亡してしまい、事業の継続が困難な状態に陥ったことを知り、皇室に縁の深い山階鳥類研究所の奥野卓司博士を湯川社長に紹介したとされる。この結果、門川大作京都市長が肝煎りとなって、秋篠宮文仁親王を名誉総裁に推戴し、2018年2月26日、感染症対策を強化した新しい鵜小屋の建設と鵜飼文化の継承を目的に、嵐山鵜飼観光文化振興協会が設立されることになった。設立に際しては私財から協会に寄付を行っている。嵐山の鵜飼文化の消滅を食い止めた功労者の一人である。同協会では学術顧問を務めている。

## 人物
- 2013年6月22日、嵯峨美術大学の「連続公開講座・今日の美意識」の講師を務めた[1]。
- 嵐山通船社長で嵐山鵜飼観光文化振興協会副理事の湯川直樹と親交があり、湯川の長女で女優の湯川恭子が野宮神社の第21回斎宮行列（2019年）の斎宮代に選ばれている[6]。
- 尊王の志高く、皇室の弥栄を願い、皇統を支えるために皇宮警察宸栄会幹事を引き受けている[2]。秋篠宮文仁親王の信任も厚い。